# Nishada unicolora
Nishada unicolora là một loài bướm đêm thuộc phân họ Arctiinae, họ Erebidae.